# Bjeluša
Bjeluša (cyr. Бјелуша) – wieś w Serbii, w okręgu zlatiborskim, w gminie Arilje. W 2011 roku liczyła 452 mieszkańców.